# Lestre
Lestre ist eine französische Gemeinde mit 244 Einwohnern (Stand 1. Januar 2022) im Département Manche in der Region Normandie. Sie gehört zum Kanton Valognes und zum Arrondissement Cherbourg.

## Lage
Lestre liegt auf der Halbinsel Cotentin und grenzt im Osten an den Ästuar, den die Seine bildet, eine Bucht des Ärmelkanals. Die Gemeinde grenzt im Norden an Aumeville-Lestre, im Süden an Quinéville, im Südwesten an Ozeville und Vaudreville und im Nordwesten an Saint-Martin-d’Audouville und Octeville-l’Avenel.

## Bevölkerungsentwicklung
| Jahr      | 1962 | 1968 | 1975 | 1982 | 1990 | 1999 | 2008 | 2018 |
| --------- | ---- | ---- | ---- | ---- | ---- | ---- | ---- | ---- |
| Einwohner | 397  | 366  | 277  | 230  | 256  | 224  | 246  | 249  |

## Sehenswürdigkeiten
- Kirche Saint-Martin
- Ruine der Kapelle Saint-Michel, Monument historique seit 1862
- Château de Tourville, Monument historique seit 2006

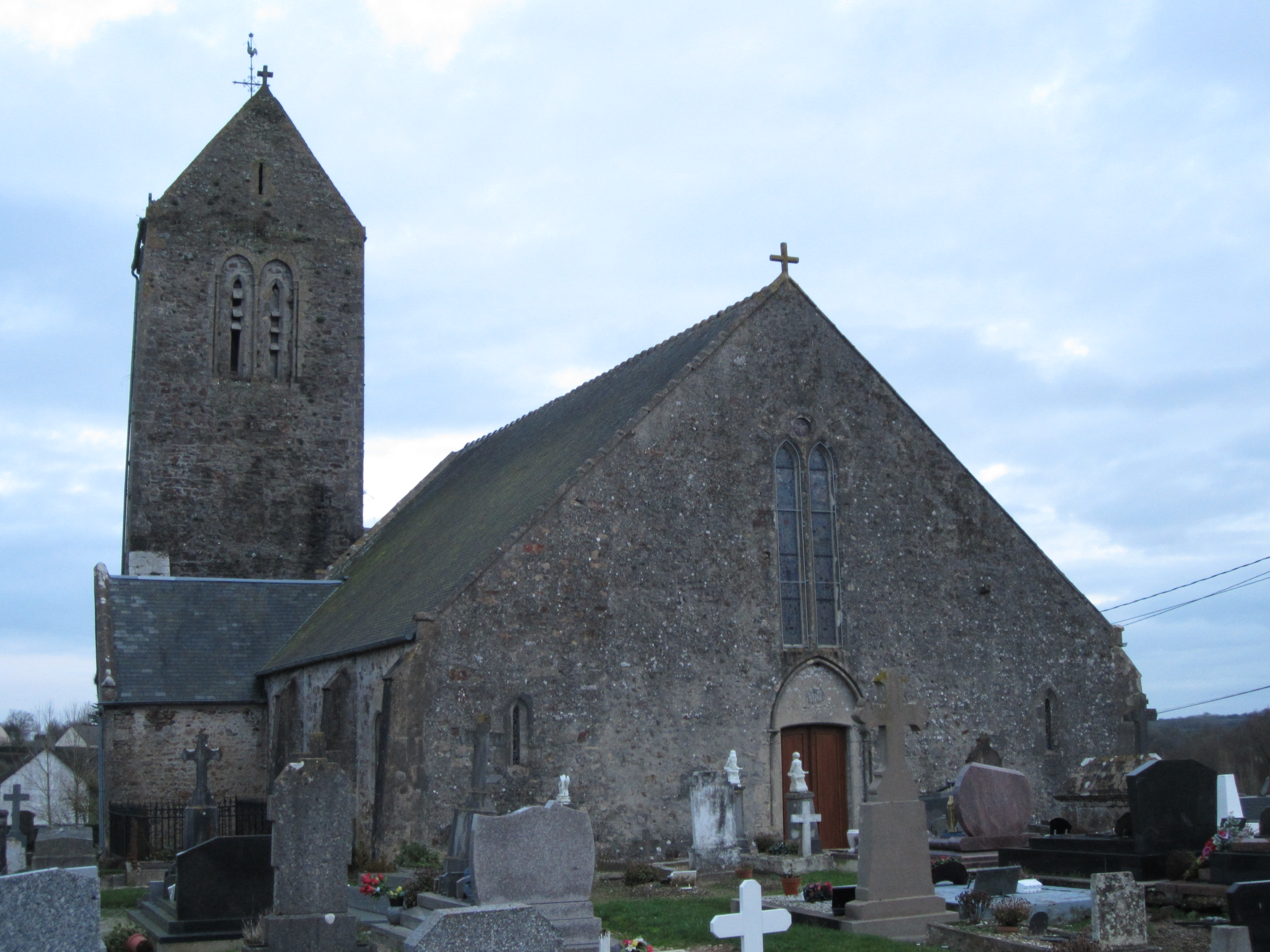
Kirche Saint-Martin
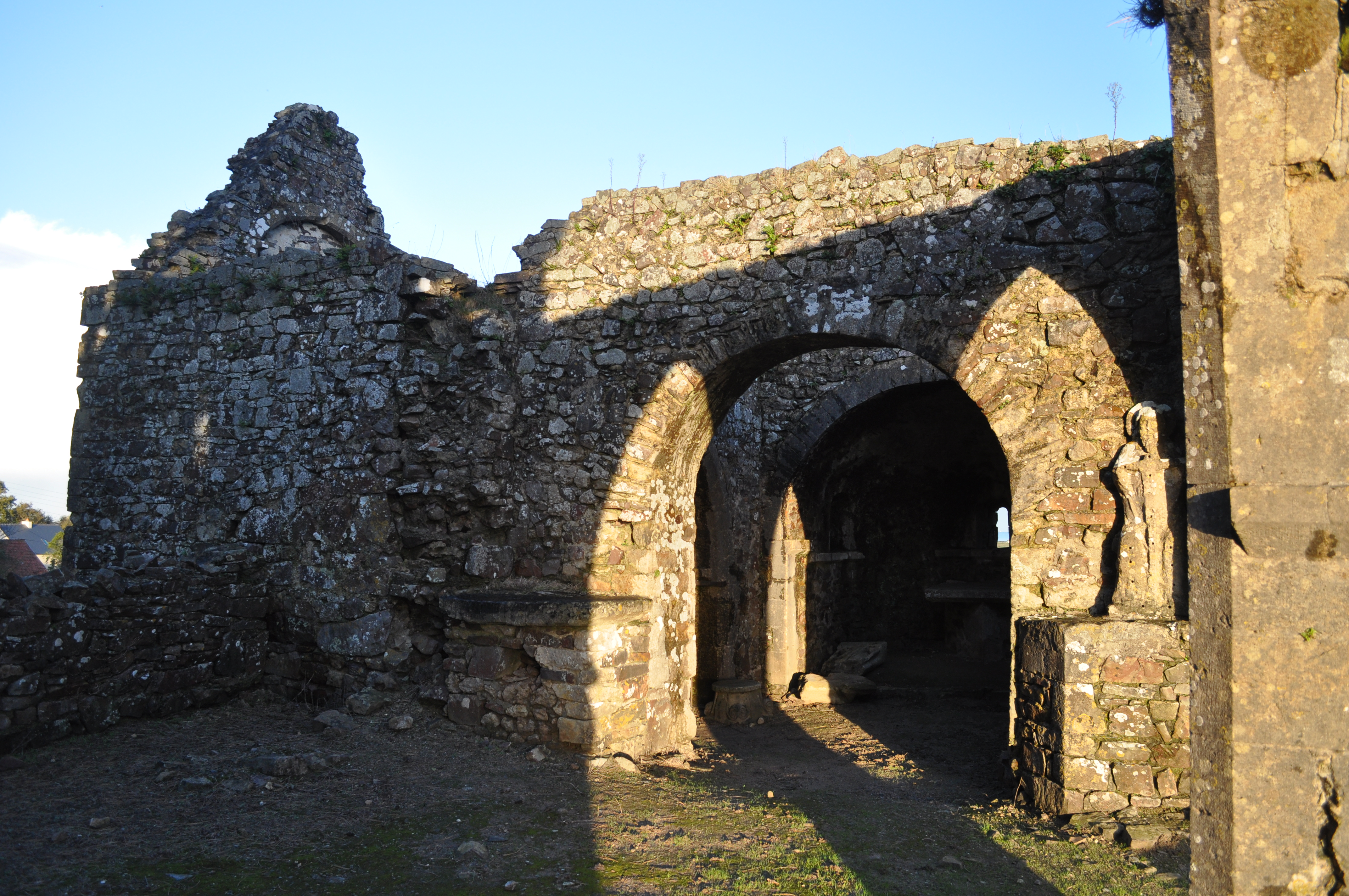
Die frühere Kapelle Saint-Michel
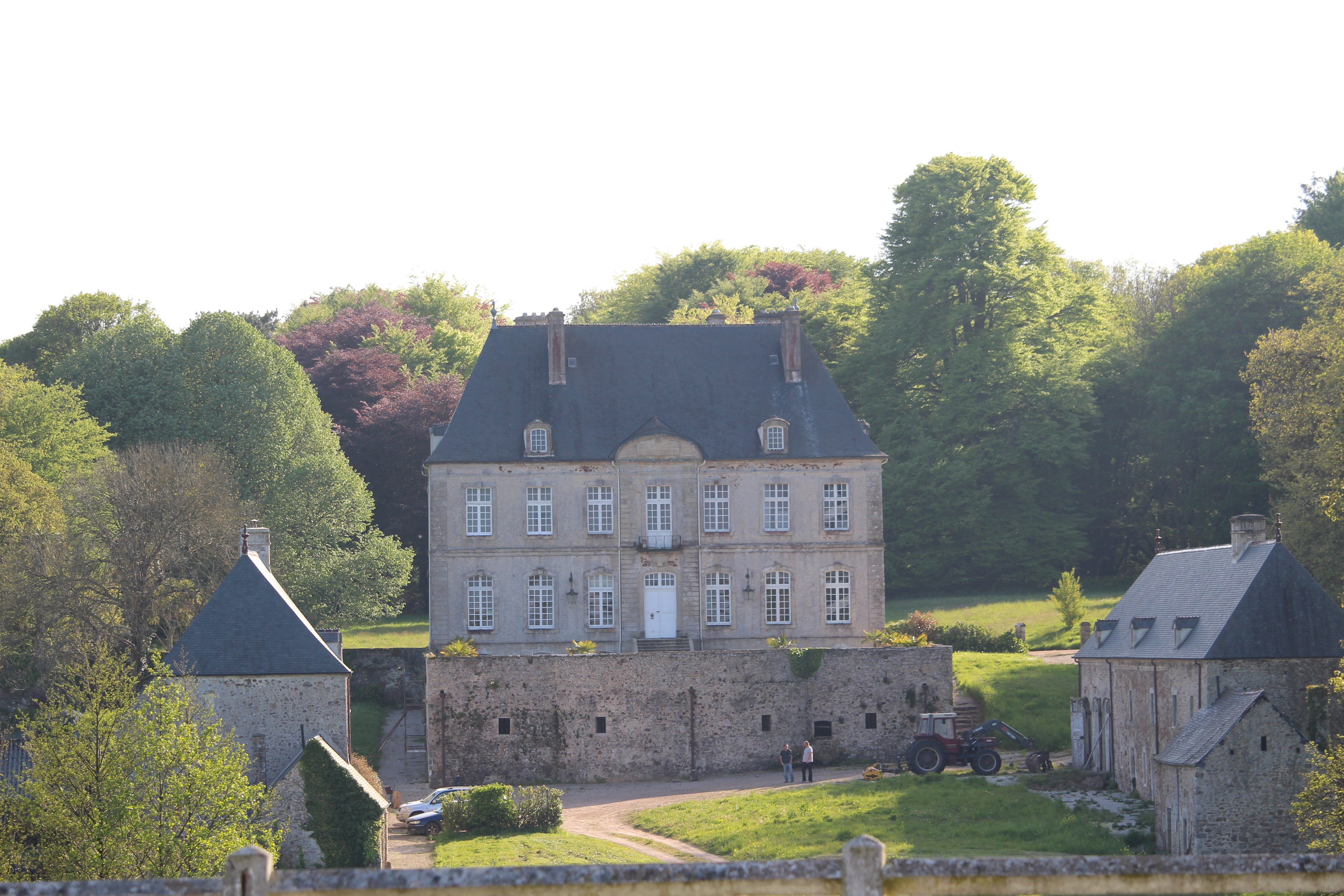
Château de Tourville
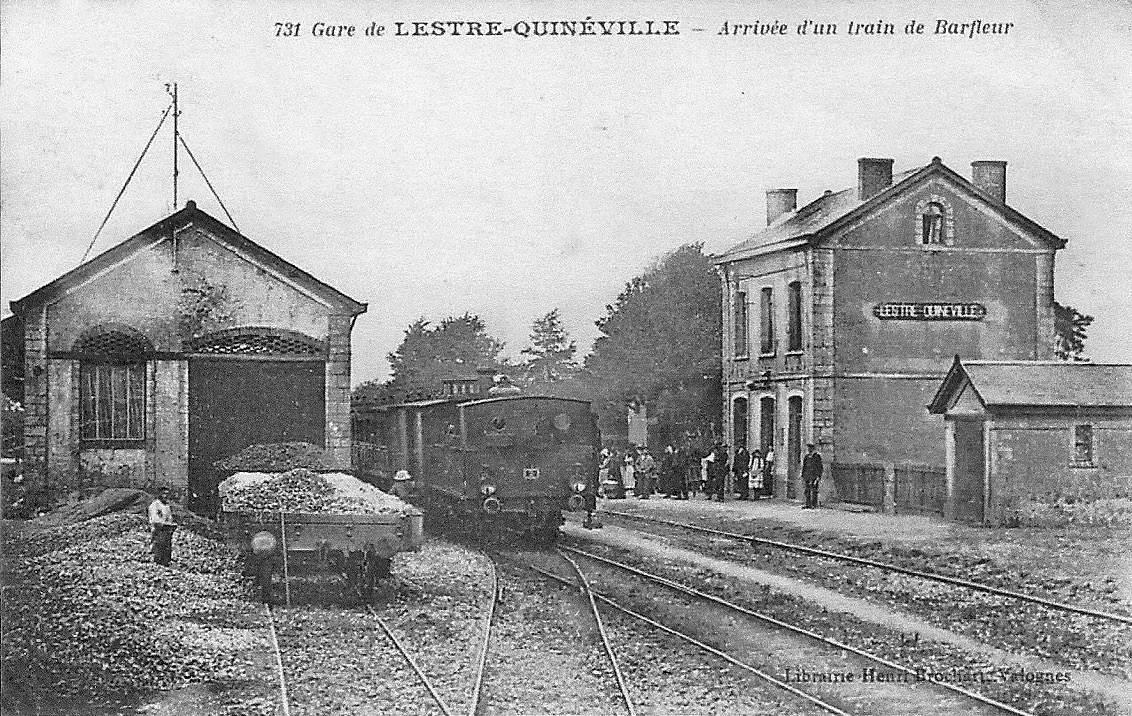
Ehemaliger Bahnhof Lestre–Quinéville, von 1886 bis 1948 in Betrieb
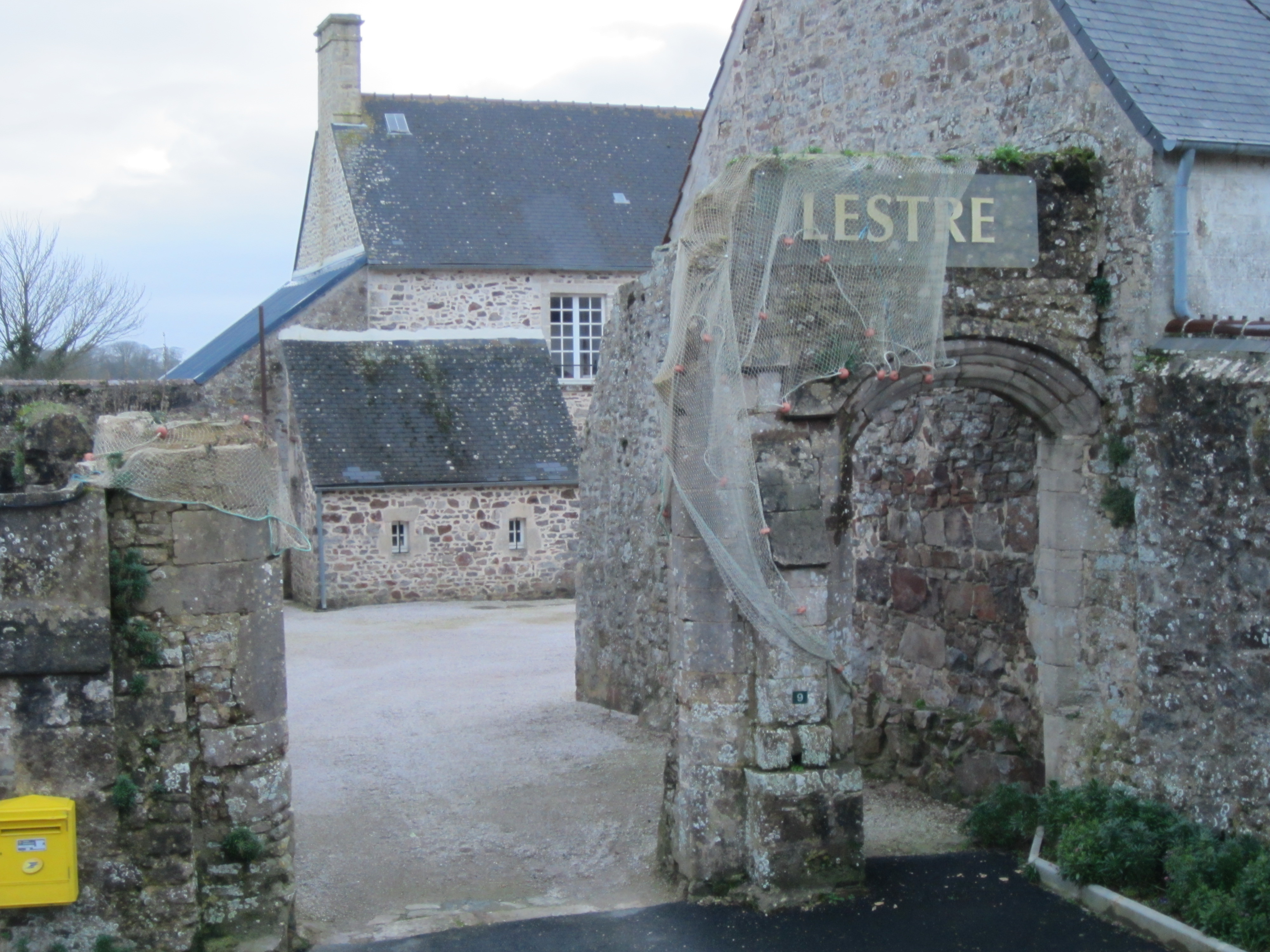
Mairie Lestre